# Ambient 1: Music for Airports
Ambient 1: Music for Airports è un album del musicista inglese Brian Eno, pubblicato nel 1978 dalla Polydor Records.
Fu il primo che l'artista realizzò di una serie di quattro album ambient, termine coniato dallo stesso Eno per differenziare i propri esperimenti sulle musiche di sottofondo dai lavori di aziende che realizzano musiche di sottofondo commerciali come la musica da ascensore della Muzak Holdings.

## Descrizione
In precedenza, Eno aveva già realizzato brani di simile musica contemplativa negli album Another Green World, Evening Star, Discreet Music ed aveva collaborato ad analoghi esperimenti in The Pavilion of Dreams di Harold Budd, prodotto dallo stesso Eno, ma in Music for Airports questa tipologia di musica è la linea guida di tutto l'album.
Il suono ha il fine di disinnescare l'atmosfera di tensione ed ansietà tipica di un terminal aeroportuale e trasmettere all'ascoltatore la calma necessaria a placare il nervosismo per l'attesa e per il volo. L'autore concepì quest'idea qualche anno prima durante la lunga attesa per uno scalo all'aeroporto di Colonia/Bonn, quando per alcune ore si annoiò per la deprimente musica che veniva trasmessa dagli altoparlanti.
Il disco si articola in 4 sezioni distinte, con assoli di piano, voci filtrate al sintetizzatore ed altri toni, tutti manipolati dai nastri di Eno. I brani sono di Eno eccetto 1/1, composto assieme all'ex batterista e cantante dei Soft Machine Robert Wyatt e a Rhett Davies. Il brano 2/2 è stato suonato con un sintetizzatore ARP 2600.
Le lunghe note scorrono davanti all'ascoltatore senza dargli alcun punto di riferimento a cui aggrapparsi. L'autore esprime in quest'album la capacità del suono di uniformare le diverse percezioni del tempo degli ascoltatori con le rilassanti note allungate che trasmettono tranquillità, in contrasto con i febbrili movimenti che normalmente si compiono in un aeroporto. Nel descrivere l'album, Eno ha dichiarato:
In alcuni brani di Music for Airports vengono utilizzati tape loop di lunghezze diverse; ad esempio in 1/1, dove una sequenza registrata del piano viene ripetuta molte volte, in tempi diversi altri strumenti si uniscono al piano entrando o uscendo in dissolvenza, a volte amalgamandosi ad esso, altre volte in dissonanza. A proposito di tale brano, Eno ha osservato:

## Accoglienza
| Recensione       | Giudizio       |
| ---------------- | -------------- |
| AllMusic         |                |
| Mojo             |                |
| Piero Scaruffi   | 8/10           |
| Pitchfork        | 9.2/10         |
| Rolling Stone    |                |
| Robert Christgau | B              |
| OndaRock         | Pietra miliare |

Ambient 1: Music for Airports ha ricevuto ottimi giudizi dalla critica e dalla stampa specializzata ed è reputato una pietra miliare della musica d'atmosfera. Inoltre, viene considerato uno dei migliori album ambient mai realizzati. Nel sito The History of Rock Music di Piero Scaruffi viene dato all'album un voto pari a 8/10, mentre  Pitchfork consiglia l'album ai "curiosi che vogliono conoscere la musica ambient ma che non hanno idea di dove cominciare". La rivista britannica Fact sostiene che potrebbe essere "un concept capace di parlare (e forse criticare) il mondo moderno". Tom Moon ha inserito l'album fra i "mille dischi da sentire prima di morire", e sostiene che le tracce 1/1 e 2/2 "lanciano un incantesimo accattivante".

## Tracce
La successione dei brani ed i loro titoli sono stati scelti in funzione dell'originale disco in vinile del 1978: la prima cifra corrisponde al numero del brano e la seconda alla facciata del disco. L'edizione in CD comprende 30 secondi di silenzio tra ogni brano ed alla fine di 2/2. Tutte le tracce sono state composte da Brian Eno, eccetto dove indicato. Il brano 2/2 dura 9:38 nell'edizione "Working Backwards" del 1983 e nel CD. 
1. 1/1 – 16:30 (Composta assieme a Rhett Davies e Robert Wyatt)
2. 2/1 – 8:30
3. 1/2 – 11:30
4. 2/2 – 6:00

## Formazione
- Brian Eno – sintetizzatore, piano elettrico
- Christa Fast – voce (2/1, 1/2)
- Christine Gomez – voce (2/1, 1/2)
- Inge Zeininger – voce (2/1, 1/2)
- Robert Wyatt – piano acustico (1/1)

## Produzione
- Brian Eno – produzione, engineering
- Dave Hutchins – engineering (2/1, 1/2)
- Conny Plank – engineering (2/2),
- Rhett Davies – engineering (1/1)

## Studi di registrazione
- Londra (1/1, 1/2, 2/1)
- Studio di Conny Plank a Colonia (2/2)